# Karl Binkau
Karl Theodor Binkau (* 25. Oktober 1836 in Dresden; † 25. Juli 1896 in Leipzig) war ein deutscher evangelischer Geistlicher und Autor.

## Leben und Wirken
Nach Schulbesuch, theologischer Ausbildung und Promotion zum Dr. phil. wurde Binkau 1862 Vikar und 1865 dritter Diakon in Dresden-Neustadt. Nach einem Jahr wechselte er 1866 als Subdiakon an die Nikolaikirche nach Leipzig. Dort war er u. a. als Vortragender im Protestanten-Verein aktiv. Aus dieser Zeit stammen die wichtigsten seiner Publikationen. Eine in dieser Zeit erlittene Typhus-Erkrankung kostete ihn beinah das Leben.
Im Verein mit Gleichgesinnten unter Leitung von Friedrich Dittes in Wien gab er zeitweise den jährlichen Pädagogischen Jahresbericht heraus.
1887 übernahm er die Funktion des Archidiakons in der Leipziger Nikolaikirche, die er bis zu seinem Tod im 60. Lebensjahr innehatte.
Anlässlich seines Todes hielt Thomas Schuch die Gedächtnispredigt nach dem am 25. Juli 1896 geschehenen Heimgange des Archidiakonus Dr. Karl Theodor Binkau, die in Druck erschien.

## Schriften (Auswahl)
- Die bevorstehende sächsische Landessynode in ihrer Bedeutung für die Neugestaltung der evangelischen Kirche durch die Gemeinde. Ein Vortrag im Protestanten-Verein zu Leipzig gehalten. Duncker & Humblot, Leipzig, 1869.
- Die Aufgabe des Protestanten-Vereins inmitten der kirchlichen Bewegung der Gegenwart. Ein Vortrag im Protestanten-Verein zu Leipzig gehalten. Leipzig, 1872.
- Rosenmüller’s Mitgabe für das ganze Leben beim Ausgange aus der Schule und Eintritt in das bürgerliche Leben. Am Tage der Confirmation der Jugend geheiligt. Miniatur-Ausgabe, Baumgärtner’s Buchhandlung, Leipzig, 1874.
- Religionsunterricht. In: Pädagogischer Jahresbericht, Band 35, 1882, S. 516ff.